# معاملة المثليين في الأوروغواي
قد يواجه الأشخاص من المثليين والمثليات ومزدوجي التوجه الجنسي والمتحولين جنسياً (اختصاراً: LGBT) في الأوروغواي من بين الأكثر ليبرالية في كل من أمريكا الجنوبية والعالم. أصبح النشاط الجنسي المثلي قانونيًا مع المساواة في السن القانونية للنشاط الجنسي منذ عام 1934. أصبحت قوانين مكافحة التمييز التي تحمي الأشخاص من المثليين والمثليات ومزدوجي التوجه الجنسي والمتحولين جنسيا قائمة منذ عام 2004. يُسمح بالاتحادات المدنية للأزواج المثليين منذ عام 2008 وبزواج المثليبن منذ عام 2013 وفقًا لقانون زواج المثليين في البلاد الذي تم إقراره في أوائل عام 2013. بالإضافة إلى ذلك، سُمح للأزواج المثليين بالتبني المشترك منذ عام 2009 ويسمح للمثليين والمثليات ومزدوجي التوجه الجنسي بالعمل في الجيش.
في عام 2016، صنفت «مجلة أمريكان كوارتلي» (بالإسبانية: American Quarterly)‏ الأوروغواي أكثر الدول الصديقة للمثليين والمثليات ومزدوجي التوجه الجنسي والمتحولين جنسيا في أمريكا اللاتينية، واصفة الأمة بأنها «نموذج للاندماج الاجتماعي في أمريكا اللاتينية». كما استضافت المؤتمر الدولي الأول لحقوق المثليين في أمريكا اللاتينية في يوليو 2016، بمشاركة مئات الدبلوماسيين والسياسيين والناشطين من جميع أنحاء العالم لمعالجة قضايا المثليين. تؤيد الغالبية العظمى من الأوروغوايين زواج المثليين.

## قانونية النشاط الجنسي المثلي

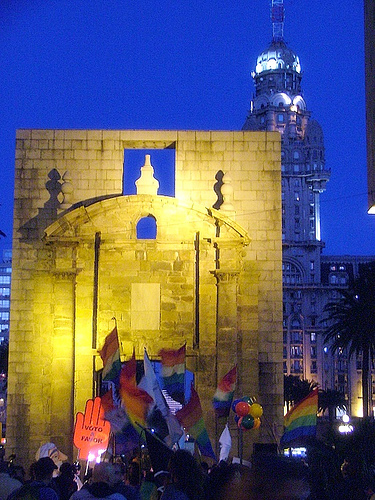
يوم فخر المثليين في العاصمة مونتيفيديو

تم إلغاء تجريم النشاط الجنسي المثلي في عام 1934. أصبحت السن القانونية للنشاط الجنسي متساوية عند 15 عامًا، بغض النظر عن التوجه الجنسي و/أو الجندر. ومع ذلك، بموجب قانون العقوبات في الأوروغواي، يمكن توجيه تهم لأولئك الذين يتلاعبون بالقصر دون سن 18 عامًا لإقامة علاقات جنسية.

## الاعتراف القانوني بالعلاقات المثلية
تم السماح للأزواج المثليين بالزواج منذ أغسطس 2013. يمكن للشركاء المثليين أيضا منذ عام 2008 الوصول إلى الاتحاد المدنية، التي لا تمنح جميع مزايا ومسؤوليات الزواج.
كانت الأوروغواي أول دولة في أمريكا اللاتينية تقنن الاتحادات المدنية بموجب التشريعات الوطنية. بموجب التشريع، يجب أن يكون الشركاء معًا لمدة خمس سنوات على الأقل وأن يوقعوا سجلًا. سيحصل الشركاء على المزايا الصحية والميراث وحقوق الأبوة والمعاش. تم إقرار مشروع القانون في البرلمان في 30 نوفمبر 2007 بعد إقراره بشكل مختلف قليلاً في مجلس الشيوخ في وقت سابق في فبراير 2007؛ تم إقرار مشروع القانون من قبل المجلسين بنفس الشكل في 19 ديسمبر. وتم توقيعه من قبل الرئيس تاباري فاسكيز في 27 ديسمبر. دخل حيز التنفيذ منذ 1 يناير 2008.
في يونيو 2012، منحت محكمة قضائية في أوروغواي اعترافًا بزواج المثليين تم عقدها في إسبانيا، مما أوجد موقفًا متناقضًا، حيث تعترف الأوروجواي بزواج المثلييت الذي تم عقده في أي بلد باستثناء الأوروغواي، ويمكن للأوروغوايين الذين يتزوجون في مكان آخر يمكنهم تقديم التماس إلى القاضي للاعتراف بزواجهم بموجب قانون الأوروغواي. ورأت المحكمة أيضًا أن القوانين المحلية تسمح بزواج المثليين، حتى لو لم تصرح ذلك صراحة. تم استئناف الحكم، ومع ذلك، تم إسقاطه عندما دخل قانون زواج المثليين في الأوروغواي حيز التنفيذ.
في يوليو 2010، أعلن نواب الجبهة العريضة الحاكمة عزمهم على تشريع زواج المثليين. في عام 2011، تم تقديم مشروع «قانون المساواة في الزواج» إلى البرلمان. في ديسمبر 2012، أقر مشروع القانون مجلس النواب بتصويت 81 صوتا لصالح مقابل 6 أصوات ضده (81-6)، ومرر مجلس الشيوخ القانون في 2 أبريل 2013 بتصويت 23 صوتا لصالح مقابل 8 أصوات ضد (23-8). بسبب تغيير مجلس الشيوخ لبعض جوانب مشروع القانون، أعاد مجلس النواب التصويت على مشروع القانون في 11 أبريل 2013، ووافق عليه بتصويت 71 صوتًا لصالح مقابل 21 صوتًا ضد (71-21). لاستكمال العملية التشريعية لتمكين الأزواج المثليين من الزواج في الأمة. تم التوقيع على القانون الذي تمت المصادقة عليه من قبل الرئيس خوسيه موخيكا في 3 مايو، ودخل حيز التنفيذ الكامل في 5 أغسطس 2013.

## التبني وتنظيم الأسرة
منذ سبتمبر 2009، يمكن للأزواج المثليين في اتحاد مدني أن يتبنوا بشكل مشترك. وافق مجلس النواب على القانون الذي يمكّن ذلك في 28 أغسطس 2009 ووافق عليه مجلس الشيوخ في 9 سبتمبر 2009. كانت الأوروغواي أول بلد في أمريكا اللاتينية يسمح بتبني المثليين للأطفال.
صوت 17 من أصل 23 من أعضاء مجلس الشيوخ لصالح هذه الخطوة. بعد التصويت، قالت السناتورة مارغريتا بيركوفيتش: «إنه حق للفتيان والفتيات، وليس حقًا للبالغين. إنه يبسط عملية التبني ولا يميز». قال دييغو سيمبول، ممثل جماعة حقوق المثليين «بلاك شيب»، قال: «هذا القانون هو خطوة مهمة نحو الاعتراف بحقوق الأزواج المثليين». قال نيكولاس كوتوغنو، رئيس أساقفة مونتيفيديو، من قبل إنه سيكون «خطأً خطيرًا في قبول تبني الأطفال من قبل الأزواج المثليين»، مدعيا أنه «لا يتعلق بالدين أو الفلسفة أو علم الاجتماع. إنه شيء يتعلق بشكل أساسي باحترام الطبيعة البشرية نفسها».
كما زعم: «لا يمكن للكنيسة قبول أسرة مكونة من شخصين مثليين. هؤلاء هم الأشخاص الذين يتحدون ويعيشون حياتهم معًا، لكن الكنيسة لا تعتبر هذه العائلة. الطفل ليس شيئًا. أنا لا أريد أن أكون قاسيًا للغاية في تعليقي، لكن مع كل الاحترام الواجب، فإن الطفل ليس حيوانًا أليفًا». زعم السناتور فرانسيسكو غالينال من الحزب الوطني: «الأسرة هي أساس المجتمع وهذا الإجراء يضعفها. بالنسبة لنا، فإن السماح للأطفال بالتبني من قبل الأزواج المثليين هو شرط لإرادة الطفل الحرة».
بالإضافة إلى ذلك، يسمح قانون زواج المثليين الذي تمت الموافقة عليه في عام 2013 للزوجات والشريكات المثليات بالوصول إلى التلقيح الصناعي.

## الحماية من التمييز
منذ عام 2003، تم حظر التحريض على الكراهية على أساس التوجه الجنسي و «الهوية الجندرية». كما تنص المادة 149 (ثالثا) من قانون العقوبات على تشديد العقوبات على الجرائم التي يحفزها «التوجه الجنسي» أو «الهوية الجندرية». في عام 2004، صدر قانون لمكافحة التمييز لإنشاء لجنة شرفية لمكافحة التمييز العنصري وكره الأجانب وغيره من أشكال التمييز، بما في ذلك التوجه الجنسي والهوية الجندرية. تهدف اللجنة إلى التوصية بقوانين للحماية من أشكال التمييز المختلفة.

## الخدمة العسكرية
منذ أيار/مايو 2009، سُمح للمثليين والمثليات ومزدوجي التوجه الجنسي بالعمل علانية في جيش الأوروغواي، بعد أن وقع وزير الدفاع مرسومًا ينص على أن سياسة التجنيد العسكري لن تعد تميز على أساس التوجه الجنسي.

## الهوية الجندرية والتعبير عنها
في أكتوبر 2009، صدر قانون يسمح للأشخاص المتحولين جنسياً الذين تزيد أعمارهم عن 18 عامًا بتغيير اسمهم وجنس القانونيين في الوثائق الرسمية، بحيث يتماشى مع هويتهم الجندرية.
 منذ أكتوبر 2018، لا تعد جراحة إعادة تحديد الجنس أو العلاج بالهرمونات أو أي شكل من أشكال التشخيص من الشروط اللازمة لتغيير جنس الشخص في الوثائق الرسمية.
في أكتوبر 2018، أصدر برلمان الأوروغواي قانونًا يسمح للقُصّر بتغيير الجنس القانوني بموافقة الوالدين. أنشأ القانون أيضًا إطارًا للتراجع عن تصرفات الدولة التمييزية الماضية، بما في ذلك تقديم تعويضات مالية للأفراد المتحولين جنسياً الذين تعرضون للاضطهاد خلال ديكتاتورية الأوروغواي (المقدرين بحوالي 50 شخصًا). علاوة على ذلك، يفرض أن يحصل المتحولون جنسياً على 1% من المنح التعليمية العامة والخاصة. ينص القانون على «التطور المجاني للشخصية وفقًا لهويتهم الجنسية المختارة»، ويدعو الحكومة إلى ضمان معاملة المتحولين جنسياً باحترام من قبل السلطات، المدرجة في برامج الإسكان، والحصول على التعليم، وعدم حرمانهم من التعليم والخدمات الصحية.
إلى جانب الذكور والإناث، تتوفر وثائق هوية الأوروغواي مع خانة جنس "O" (لـ «الآخر» "Other"). يمكن للمرء أن يختار أيضا ترك خانة جنسهم فارغا.

## حقوق ثنائيي الجنس
تنص المادة 22 من القانون رقم 19580 بشأن العنف ضد المرأة على أساس نوع الجنس (بالإسبانية: Ley N ° 19580 de Violencia hacia las mujeres basada en género)‏، الذي دخل حيز التنفيذ منذ يناير 2018، على وضع بروتوكول ضد التدخلات التعسفية المتعلقة بالأشخاص المتحولين جنسياً، وتحظر الإجراءات الطبية غير الضرورية للأطفال والمراهقين.

## علاج التحويل
ينص القانون رقم 19529 الصادر عام 2017 بشأن الصحة العقلية {{|Ley N ° 19529 de Salud Mental}} على أنه لا يمكن بأي حال إجراء تشخيص في مجال الصحة العقلية على الأساس الحصري للتوجه الجنسي والهوية الجندرية.

## التبرع بالدم
يمكن للمثليين وثنائيي التوجه الجنسي التبرع بالدم في الأوروغواي، بغض النظر عن آخر مرة مارسوا فيها الجنس.

## ظروف الحياة

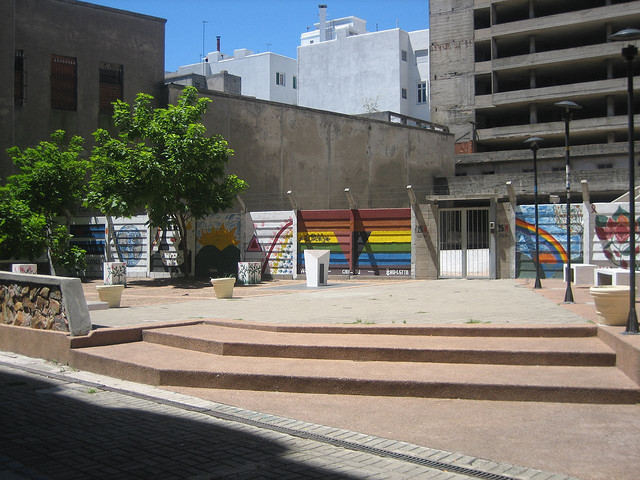
"نصب التنوع الجنسي" في مونتيفيديو. يوجد في الوسط منشور ثلاثي، نصه : Honrar la diversidad es honrar la vida. Montevideo por el respeto a todo género de identidad y orientación sexual. Año 2005

تعتبر ابأوروغواي رائدة عالمية في مجال حقوق الإنسان وحقوق المثليين، حيث يوجد تشريع يحمي المثليين من التمييز ويسمح للأزواج المثليين بالزواج والتبني. نشرت بلانيت روميو، وهي شبكة اجتماعية للمثليين، أول مؤشر السعادة للمثليين (GHI) في شهر مايو من عام 2015. وسُئل الرجال المثليون من أكثر من 120 دولة حول شعورهم حيال نظرة مجتمعاتهم للمثلية الجنسية، وكيف يواجهون الطريقة التي يُعاملون بها من قبل أشخاص آخرين ومدى رضاهم عن حياتهم. احتلت الأوروغواي المرتبة 5 على قدم المساواة مع دول مثل كندا والنرويج والسويد والدنمارك وآيسلندا، مع نتيجة بلغت 73 على مؤشر السعادة. يعد القبول المجتمعي للمثلية الجنسية والعلاقات المثلية مرتفعًا للغاية، حيث أظهر استطلاع للرأي عام 2014 أن حوالي 71% من الأوروغوايين يؤيدون زواج المثليين (وهو أعلى معدل في أمريكا الجنوبية والثاني في الأمريكتين بعد كندا). ومع ذلك، لا يزال الأشخاص المتحولون جنسياً يواجهون التمييز والوصم. وفقًا لإدارة الدولة للخدمات الصحية يبلغ العمر المتوقع للأشخاص المتحولين جنسياً 45 عامًا فقط. أفاد حوالي ثلثي المتحولين جنسياً من الأوروغواي أنهم كانوا ضحية للعنف البدني.
تقام مسيرة فخر المثليين في مونتيفيديو سنويًا منذ التسعينيات. في عام 2018، حضر الحدث ما يقدر بنحو 120,000 شخص. وعادة ما يتم الاحتفال به في يوم الجمعة الأخير من سبتمبر، وقد تحول إلى واحد من أكبر الأحداث العامة في الأوروغواي. تشمل الفعاليات الأخرى فخر بونتا، التي تقام سنويًا في بونتا دل إيستي في فبراير. كثيرا ما يشار إلى مونتيفيديو باعتبارها واحدة من أكثر المدن الصديقة للمثليين في العالم. هناك العديد من بارات المثليين والمطاعم والحانات في المدينة.

## ملخص
| قانونية النشاط الجنسي المثلي                                                             | (منذ عام 1934) |
| المساواة في السن القانوني للنشاط الجنسي                                                  | (منذ عام 1934) |
| قوانين مكافحة التمييز في التوظيف                                                         | (منذ عام 2004) |
| قوانين مكافحة التمييز في توفير السلع والخدمات                                            | (منذ عام 2004) |
| قوانين مكافحة التمييز في جميع المجالات الأخرى (تتضمن التمييز غير المباشر، خطاب الكراهية) | (منذ عام 2004) |
| قوانين مكافحة أشكال التمييز المعنية بالهوية الجندرية                                     | (منذ عام 2004) |
| قوانين جرائم الكراهية تشمل التوجه الجنسي والتحول الجنسي                                  | (منذ عام 2004) |
| زواج المثليين                                                                            | (منذ عام 2013) |
| الاعتراف القانوني بالعلاقات المثلية                                                      | (منذ عام 2008) |
| تبني أحد الشريكين للطفل البيولوجي للشريك الآخر                                           | (منذ عام 2009) |
| التبني المشترك للأزواج المثليين                                                          | (منذ عام 2009) |
| يسمح للمثليين والمثليات ومزدوجي التوجه الجنسي بالخدمة علناً في القوات المسلحة             | (منذ عام 2009) |
| الحق بتغيير الجنس القانوني                                                               | (منذ عام 2009) |
| خيار الجنس الثالث                                                                        | (منذ عام 2009) |
| علاج التحويل محظور على القاصرين                                                          | (منذ عام 2017) |
| الحصول على أطفال أنابيب للمثليات                                                         | (منذ عام 2013) |
| الأمومة التلقائية للطفل بعد الولادة                                                      | (منذ عام 2013) |
| تأجير الأرحام التجاري للأزواج المثليين من الذكور                                         | No             |
| السماح للرجال الذين مارسوا الجنس الشرجي التبرع بالدم                                     | (منذ عام 2004) |